# Красюк, Николай Николаевич
Николай Николаевич Красюк (род. 1951) — советский и российский учёный, педагог, академик МАНЭБ, лауреат премии имени Н. В. Мельникова (1998).

## Биография
В 1973 году — окончил Московский горный институт (сегодня – Горный институт НИТУ «МИСиС»), где в дальнейшем и работает, ведя преподавательскую деятельность на кафедре «Подземная разработка пластовых месторождений».
Автор 92 печатных работ. Из них 8 учебно-методических, 3 монографии, 3 учебных пособия, 2 практикума, 6 авторских свидетельств на изобретения, 70 других печатных работ.
Под его руководством были защищены 16 кандидатских и 2 докторские диссертации.
Область научной специализации: Технологии комплексного освоения ресурсов газоносных угольных месторождений.

## Награды
- Премия Совета Министров СССР
- Премия имени Н. В. Мельникова (совместно с Л. А. Пучковым, Н. О. Калединой, за 1998 год) — за серию работ «Комплексное освоение газоносных угольных месторождений»